# Roberto Valturio

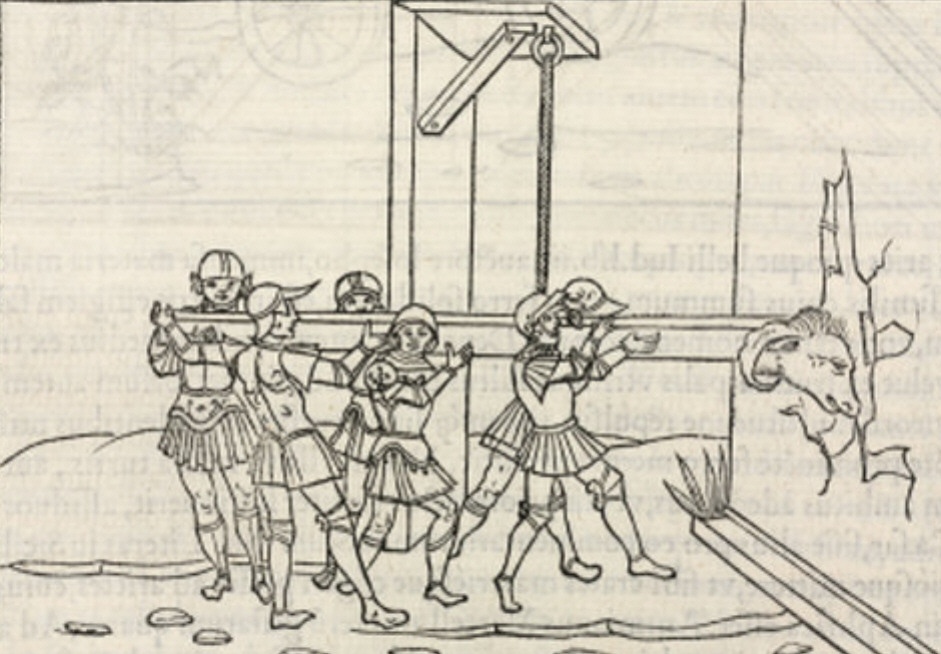
Illustrazione da De re militari, stampato nel 1534 a Parigi

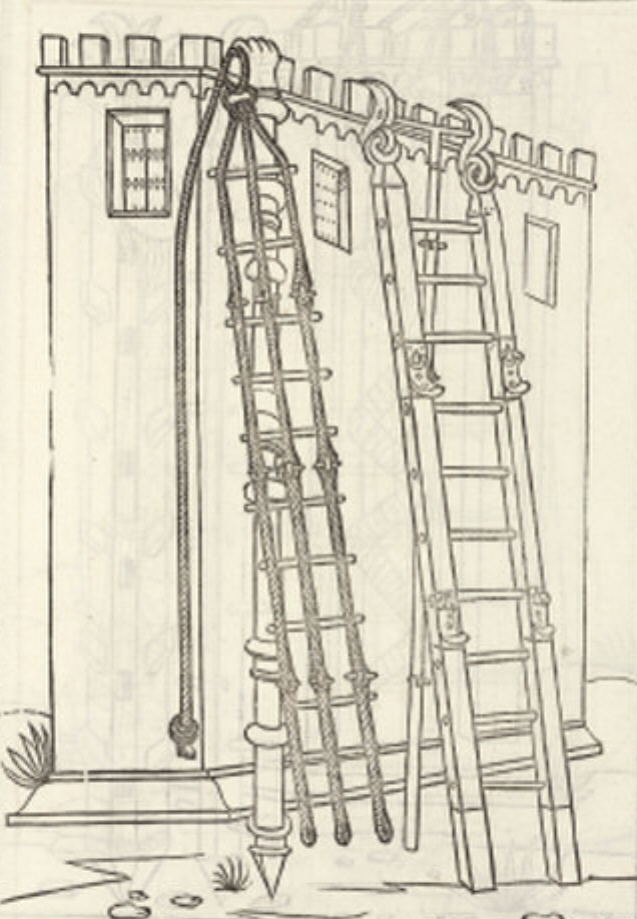
Illustrazione da De re militari

Roberto Valturio (Rimini, 10 febbraio 1405 – 30 agosto 1475) è stato uno storico italiano.

## Famiglia e biografia

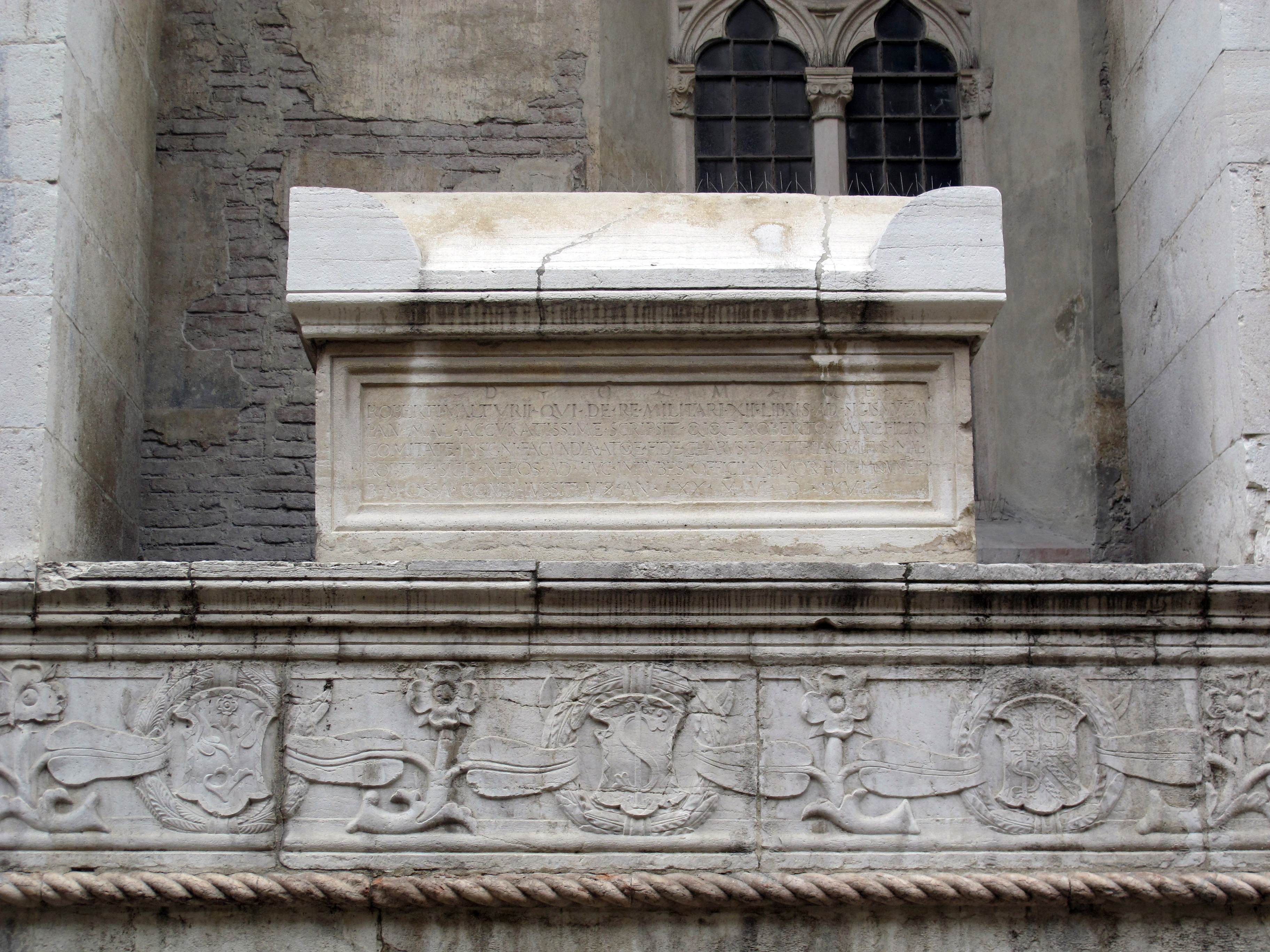
La tomba di Roberto Valturio, tempio Malatestiano

Era figlio di Cicco o Abramo, della famiglia "Valtùri" o "de Valturibus" o ancora "Valturribus"), che si era trasferito da Macerata Feltria a Rimini per esercitarvi l'insegnamento e scritto alla "Matricola dei notai" dal 1395. Il fratello Iacopo, molto più anziano (già notaio nel 1398) fece carriera nell'amministrazione pontificia e morì nel 1437 o 1438. Dei figli di costui, Carlo proseguì la carriera amministrativa e fu in seguito segretario di Sigismondo Pandolfo Malatesta, mentre Manfredo insegnò grammatica a Bologna. L'altro fratello di Roberto, Pietro, ebbe in signoria il castello di Torrito presso Sarsina dal Malatesta.
Roberto, educato alla scuola del padre, fu lettore di retorica e poesia dal 1427 al 1437 presso l'Università di Bologna (allora chiamata "Studio"). Si trasferì nel 1438 probabilmente presso la curia di Roma, dove forse subentrò negli incarichi lasciati dal nipote Carlo.
Tornato a Rimini nel 1446, si sposò con Diana, figlia di Rainirolo Lazari e vedova, ed entrò a far parte del "Consiglio privato" di Sigismondo Pandolfo Malatesta. In questa veste ebbe frequenti contatti con Roma, dove compì diversi viaggi e fu grandemente considerato dai contemporanei.
Alla sua morte nel 1475, aveva lasciato i propri libri al convento di San Francesco, dove venne realizzata appositamente nel 1490 una biblioteca, in seguito andata dispersa: parte dei manoscritti passarono alla Biblioteca Gambalunghiana nel XVII secolo.
La sua sepoltura si trova sul fianco del Tempio Malatestiano, tra i personaggi di spicco della corte malatestiana. 

## Le opere

### De re militari
Tra il 1446 e il 1455 compose la sua opera principale, il trattato De re militari. 
Dopo  una prefazione con dedica a Sigismondo Pandolfo Malatesta, un elenco delle fonti classiche utilizzate e una premessa sulla storia dell'arte della guerra, tratta dei seguenti argomenti:
- libri I-V: qualità del condottiero e virtù di cui deve essere dotato (prudenza, fortezza, giustizia e temperanza), per ognuna della quale sono riportati esempi di stratagemmi e consigli;
- libri VI e VII:  l'arte della guerra presso gli antichi Romani: dagli usi e credenze religiose nelle dichiarazioni di guerra e nella stipula delle alleanze o della pace, alle caratteristiche dei soldati e dei cavalli nell'esercito, alle qualità dei comandanti, alle manovre  militari, agli accampamenti (scelta del luogo e organizzazione), alle truppe ausiliare e all'uso di esploratori e informatori e ai modi di assalto ad altri accampamenti;
- libri VIII-XII: lessici voci suddivise tra diversi argomenti:
  - libro VIII: uffici pubblici (militari, civili e religiosi) e categorie di combattenti;
  - libro IX: formazioni militari, momenti e usi del combattimento;
  - libro X: insegne, gradi, vesti militari, armi difensive e offensive, macchine da guerra e artiglierie;
  - libro XI: guerra navale: vari tipi di barche e materiali connessi; vi è compresa la trattazione dell'astrologia necessaria per la navigazione e la trattazione storica degli eserciti e flotte delle antichità e sulle più notevoli imprese;
  - libro XII: trionfi e onorificenze militari.

L'opera rappresenta una puntuale ricostruzione storica basata sulle fonti antiche allora conosciute, mentre manca ogni accenno all'evoluzione successiva dell'arte militare e le uniche figure medioevali a cui si accenna sono Artù e Carlo Magno. La nascente artiglieria viene trattata di sfuggita, rimandando per lo più a delle illustrazioni, forse di Matteo Pasti. Unica eccezione  i doverosi riferimenti a Sigismondo Malatesta, che aveva promosso l'opera e la descrizione della Rocca Malatestiana  e del Tempio malatestiano di Rimini.

#### La fortuna dell'opera
L'opera ebbe larga divulgazione: ne possedettero copie il re di Francia Luigi XI di Francia, il re d'Ungheria Mattia Corvino, il duca di Urbino Federico da Montefeltro e il signore di Firenze Lorenzo de' Medici. Rimanda invece alla componente iconografica del De re militari un trattato in lingua spagnola di Francisco de Pedrosa, intitolato Arte y suplimento Re militar e stampato nella Napoli vicereale nel 1541. 
Diversi manoscritti, datati tra il 1462 e il 1470, provenivano dalla bottega, probabilmente riminense di un certo "Sigismondo di maestro Niccolò". Tra i  manoscritti conservati diversi contengono appendici con lettere scritte all'autore o componimenti a lui dedicati.
La prima edizione a stampa si ebbe a Verona nel 1472 e una nuova edizione, accompagnata da una traduzione in volgare ad opera di Paolo Ramusio, si ebbe ancora a Verona nel 1483. Da questa edizione derivarono quelle di Parigi (1532 e 1534, a cui seguì nel 1555 la versione in francese). I disegni di armamenti contenuti in quest'opera furono spudoratamente imitati da Leonardo da Vinci nei suoi progetti di armi proposti al duca Ludovico il Moro nel 1482 a Milano.

### Altre opere
Roberto Valturio scrisse inoltre due epistole in latino: la prima, a nome del Malatesta, nel 1461, per accompagnare il dono della sua opera principale al sultano Maometto II, dono che tuttavia non giunse mai a destinazione, e la seconda per le condoglianze a Federico da Montefeltro per la morte della moglie Battista Sforza, nel 1472.
In una lettera del 1455 aveva manifestato l'intenzione di scrivere una storia di Sigismondo Pandolfo Malatesta, che tuttavia non sembra sia stata mai realizzata.